# Kaap Vankarem
Kaap Vankarem (Russisch: Мыс Ванкарем) is een kaap van Rusland aan de noordzijde van Tsjoekotka aan de oever van de Tsjoektsjenzee. Het gebied rond de kaap bestaat uit smalle strandruggen en drassige laagten met ontelbare grote plassen en meren. Op iets van de kaap ligt de gelijknamige nederzetting Vankarem.
In de wateren rondom de kaap zwemmen veel walrussen en walvissen rond, waaronder veel arctische walvissen en grijze walvissen.
Ten oosten van de kaap werden door poolonderzoeker Adolf Erik Nordenskiöld overblijfselen van vroegere woningen, alsook vele botten van rendieren en beren gevonden. Tijdens de reddingsactie rond de bemanning van het stoomschip Tsjeljoeskin was Vankarem een van de bases vanwaaruit reddingsvliegtuigen uitvlogen.